# أبو العباس الفضل
أبو العباس الفضل المتوكل هو ابن أبي يحيى أبي بكر، بويع له بالخلافة الحفصية في 1 ذي الحجة 750 هـ/9 فيفري 1350 م، وعزل عنها في شهر جويلية من نفس العام. عاش فترة في عنابة، ولكن بعد توليه الخلافة «مال -كما يقول ابن الشماع- إلى الراحة واشتغل باللهو» ، فكان ضعيف الشخصية وسيطر الأعراب على الدولة، حتى صاهرهم بتزويج أخته من أحد شيوخهم، ولم يدم ملكه إلا خمسة أشهر وخمسة عشر يوما.

## إشارات مرجعية
1. ↑  ابن الشماعن الأدلة البينة النورانية في مفاخر الدولة الحفصية، تحقيق د. الطاهر المعموري، الدار العربية للكتاب، تونس 1984، ص 100
2. ↑  روبار برانشفيك، تاريخ إفريقية في العهد الحفصي، تعريب حمادي الساحلي، دار الغرب الإسلامي، بيروت، 1988، ص 139
3. ↑  ابن الشماع، الأدلة، المصدر نفسه، ص 101

| سبقه أبو حفص عمر بن أبي بكر | سلطان حفصي (تونس) 750هـ-751هـ/1350م | تبعه أبو إسحاق إبراهيم بن أبي بكر |